# Blangy-sous-Poix
Blangy-sous-Poix é uma comuna francesa na região administrativa de Altos da França, no departamento de Somme. Estende-se por uma área de 8,01 km². Em 2010 a comuna tinha 181 habitantes (densidade: 22,6 hab./km²).